# Wioślarstwo na Letnich Igrzyskach Olimpijskich 2016 – dwójka podwójna wagi lekkiej kobiet
Rywalizacja w dwójce podwójnej wagi lekkiej kobiet w wioślarstwie na Letnich Igrzyskach Olimpijskich 2016 rozgrywana była między 8 a 12 sierpnia na Lagoa Rodrigo de Freitas.
Do zawodów zgłoszonych zostało 20 osad.

## Terminarz
Wszystkie godziny podane są w czasie brazylijskim (UTC-03:00).
| Data             | Godzina   |            |
| Data             | UTC-03:00 |            |
| ---------------- | --------- | ---------- |
| 8 sierpnia 2016  | 11:10     | Eliminacje |
| 9 sierpnia 2016  | 11:20     | Repasaże   |
| 11 sierpnia 2016 | 08:50     | Półfinały  |
| 12 sierpnia 2016 | 09:10     | Finały     |

## Rekordy
| Nazwa             | Zawodnicy                     | Kraj      | Rezultat | Miejsce | Data             |
| ----------------- | ----------------------------- | --------- | -------- | ------- | ---------------- |
| Rekord świata     | Maaike Head Ilse Paulis       | Holandia  | 6:47,690 | Poznań  | 19 czerwca 2016  |
| Rekord olimpijski | Sally Newmarch Amber Halliday | Australia | 6:49,900 | Ateny   | 15 sierpnia 2004 |

## Wyniki

### Eliminacje
Do półfinałów A/B awansowały dwie pierwsze osady z każdego biegu. Pozostałe osady wzięły udział w repasażach.
Bieg 1
| Pozycja | Tor | Zawodniczki                         | Reprezentacja     | Czas    | Uwagi |
| ------- | --- | ----------------------------------- | ----------------- | ------- | ----- |
| 1.      | 3   | Huang Wenyi Pan Feihong             | Chiny             | 7:00,13 | Q     |
| 2.      | 5   | Anne Lolk Thomsen Juliane Rasmussen | Dania             | 7:01,84 | Q     |
| 3.      | 4   | Devery Karz Kathleen Bertko         | Stany Zjednoczone | 7:07,37 |       |
| 4.      | 1   | Laura Milani Valentina Rodini       | Włochy            | 7:09,12 |       |
| 5.      | 2   | Charlotte Booth Katherine Copeland  | Wielka Brytania   | 7:10,25 |       |

Bieg 2
| Pozycja | Tor | Zawodniczki                         | Reprezentacja | Czas    | Uwagi |
| ------- | --- | ----------------------------------- | ------------- | ------- | ----- |
| 1.      | 4   | Maaike Head Ilse Paulis]            | Holandia      | 6:57,28 | Q     |
| 2.      | 1   | Sophie MacKenzie Julia Edward       | Nowa Zelandia | 7:02,01 | Q     |
| 3.      | 5   | Ionela-Livia Lehaci Gianina Beleaga | Rumunia       | 7:07,29 |       |
| 4.      | 2   | Ayami Oishi Chiaki Tomita           | Japonia       | 7:15,75 |       |
| 5.      | 3   | Tạ Thanh Huyền Hồ Thị Lý            | Wietnam       | 7:29,91 |       |

Bieg 3
| Pozycja | Tor | Zawodniczki                         | Reprezentacja     | Czas    | Uwagi |
| ------- | --- | ----------------------------------- | ----------------- | ------- | ----- |
| 1.      | 2   | Kirsten McCann Ursula Grobler       | Południowa Afryka | 7:07,37 | Q     |
| 2.      | 5   | Claire Lambe Sinéad Lynch           | Irlandia          | 7:10,91 | Q     |
| 3.      | 3   | Vanessa Cozzi Fernanda Ferreira     | Brazylia          | 7:20,79 |       |
| 4.      | 1   | Yislena Hernández Licet Hernández   | Kuba              | 7:26,43 |       |
| 5.      | 4   | Khadija Krimi Nour El-Houda Ettaieb | Tunezja           | 7:43,33 |       |

Bieg 4
| Pozycja | Tor | Zawodniczki                         | Reprezentacja | Czas    | Uwagi |
| ------- | --- | ----------------------------------- | ------------- | ------- | ----- |
| 1.      | 4   | Lindsay Jennerich Patricia Obee     | Kanada        | 7:03,51 | Q     |
| 2.      | 2   | Weronika Deresz Martyna Mikołajczak | Polska        | 7:05,02 | Q     |
| 3.      | 1   | Fini Sturm Marie-Louise Dräger      | Niemcy        | 7:11,08 |       |
| 4.      | 3   | Josefa Vila Melita Abraham          | Chile         | 7:20,63 |       |
| 5.      | 5   | Lee Yuen Yin Lee Ka Man             | Hongkong      | 7:29,87 |       |

### Repasaże
Dwie pierwsze osoady awansowały do półfinałów A/B. Pozostałe osady awansowały do półfinałów C/D.
Repasaż 1
| Pozycja | Tor | Zawodniczki                        | Reprezentacja     | Czas    | Uwagi |
| ------- | --- | ---------------------------------- | ----------------- | ------- | ----- |
| 1.      | 4   | Devery Karz Kathleen Bertko        | Stany Zjednoczone | 7:58,90 | Q     |
| 2.      | 5   | Ayami Oishi Chiaki Tomita          | Japonia           | 8:00,50 | Q     |
| 3.      | 6   | Charlotte Booth Katherine Copeland | Wielka Brytania   | 8:05,70 |       |
| 4.      | 2   | Josefa Vila Melita Abraham         | Chile             | 8:11,97 |       |
| 5.      | 3   | Vanessa Cozzi Fernanda Ferreira    | Brazylia          | 8:15,53 |       |
| 6.      | 1   | Lee Yuen Yin Lee Ka Man            | Hongkong          | 8:20,96 |       |

Repasaż 2
| Pozycja | Tor | Zawodniczki                         | Reprezentacja | Czas    | Uwagi |
| ------- | --- | ----------------------------------- | ------------- | ------- | ----- |
| 1.      | 4   | Ionela-Livia Lehaci Gianina Beleaga | Rumunia       | 8:00,47 | Q     |
| 2.      | 3   | Fini Sturm Marie-Louise Dräger      | Niemcy        | 8:02,28 | Q     |
| 3.      | 5   | Laura Milani Valentina Rodini       | Włochy        | 8:03,03 |       |
| 4.      | 1   | Tạ Thanh Huyền Hồ Thị Lý            | Wietnam       | 8:19,79 |       |
| 5.      | 2   | Yislena Hernández Licet Hernández   | Kuba          | 8:22,05 |       |
| 6.      | 6   | Khadija Krimi Nour El-Houda Ettaieb | Tunezja       | 8:33,49 |       |

### Półfinały

#### Półfinały C/D
Trzy pierwsze osady z każdego z półfinałów awansowały do finału C. Pozostałe osoady awansowały do finału D.
Półfinał 1
Bieg 3
| Pozycja | Tor | Zawodniczki                        | Reprezentacja   | Czas    | Uwagi |
| ------- | --- | ---------------------------------- | --------------- | ------- | ----- |
| 1.      | 3   | Charlotte Booth Katherine Copeland | Wielka Brytania | 7:59,11 | FC    |
| 2.      | 1   | Lee Yuen Yin Lee Ka Man            | Hongkong        | 8:14,17 | FC    |
| 3.      | 2   | Tạ Thanh Huyền Hồ Thị Lý           | Wietnam         | 8:18,47 | FC    |
| 4.      | 4   | Yislena Hernández Licet Hernández  | Kuba            | 8:27,44 |       |

Półfinał 2
| Pozycja | Tor | Zawodnik                            | Reprezentacja | Czas    | Uwagi |
| ------- | --- | ----------------------------------- | ------------- | ------- | ----- |
| 1.      | 2   | Laura Milani Valentina Rodini       | Włochy        | 8:11,21 | FC    |
| 2.      | 1   | Vanessa Cozzi Fernanda Ferreira     | Brazylia      | 8:14,06 | FC    |
| 3.      | 3   | Josefa Vila Melita Abraham          | Chile         | 8:20,26 | FC    |
| 4.      | 4   | Khadija Krimi Nour El-Houda Ettaieb | Tunezja       | 8:29,45 |       |

#### Półfinały A/B
Trzy pierwsze osady z każdego z półfinałów awansowały do finału A. Pozostałe osady awansowały do finału B.
Półfinał 1
| Pozycja | Tor | Zawodnik                            | Reprezentacja     | Czas    | Uwagi |
| ------- | --- | ----------------------------------- | ----------------- | ------- | ----- |
| 1.      | 4   | Kirsten McCann Ursula Grobler       | Południowa Afryka | 7:19,09 |       |
| 2.      | 2   | Sophie MacKenzie Julia Edward       | Nowa Zelandia     | 7:19,27 |       |
| 3.      | 3   | Huang Wenyi Pan Feihong             | Chiny             | 7:20,94 |       |
| 4.      | 6   | Ionela-Livia Lehaci Gianina Beleaga | Rumunia           | 7:21,38 |       |
| 5.      | 5   | Weronika Deresz Martyna Mikołajczak | Polska            | 7:22,06 |       |
| 6.      | 1   | Ayami Oishi Chiaki Tomita           | Japonia           | 7:46,11 |       |

Półfinał 2
| Pozycja | Tor | Zawodniczki                         | Reprezentacja     | Czas    | Uwagi |
| ------- | --- | ----------------------------------- | ----------------- | ------- | ----- |
| 1.      | 3   | Maaike Head Ilse Paulis]            | Holandia          | 7:13,93 |       |
| 2.      | 4   | Lindsay Jennerich Patricia Obee     | Kanada            | 7:16,35 |       |
| 3.      | 5   | Claire Lambe Sinéad Lynch           | Irlandia          | 7:18,24 |       |
| 4.      | 2   | Anne Lolk Thomsen Juliane Rasmussen | Dania             | 7:20,29 |       |
| 5.      | 6   | Devery Karz Kathleen Bertko         | Stany Zjednoczone | 7:22,78 |       |
| 6.      | 1   | Fini Sturm Marie-Louise Dräger      | Niemcy            | 7:33,21 |       |

### Finały
Finał D
| Pozycja | Tor | Zawodniczki                         | Reprezentacja | Czas    | Uwagi |
| ------- | --- | ----------------------------------- | ------------- | ------- | ----- |
| 1.      | 2   | Yislena Hernández Licet Hernández   | Kuba          | 7:50,21 |       |
| 2.      | 1   | Khadija Krimi Nour El-Houda Ettaieb | Tunezja       | 7:56,26 |       |

Finał C
| Pozycja | Tor | Zawodniczki                        | Reprezentacja   | Czas    | Uwagi |
| ------- | --- | ---------------------------------- | --------------- | ------- | ----- |
| 1.      | 3   | Laura Milani Valentina Rodini      | Włochy          | 7:36,64 |       |
| 2.      | 4   | Charlotte Booth Katherine Copeland | Wielka Brytania | 7:37,89 |       |
| 3.      | 2   | Vanessa Cozzi Fernanda Ferreira    | Brazylia        | 7:44,78 |       |
| 4.      | 5   | Lee Yuen Yin Lee Ka Man            | Hongkong        | 7:46,85 |       |
| 5.      | 6   | Josefa Vila Melita Abraham         | Chile           | 7:46,99 |       |
| 6.      | 1   | Tạ Thanh Huyền Hồ Thị Lý           | Wietnam         | DNS     |       |

Finał B
| Pozycja | Tor | Zawodnik                            | Reprezentacja     | Czas    | Uwagi |
| ------- | --- | ----------------------------------- | ----------------- | ------- | ----- |
| 1.      | 2   | Weronika Deresz Martyna Mikołajczak | Polska            | 7:24,34 |       |
| 2.      | 3   | Ionela-Livia Lehaci Gianina Beleaga | Rumunia           | 7:24,61 |       |
| 3.      | 4   | Anne Lolk Thomsen Juliane Rasmussen | Dania             | 7:27,36 |       |
| 4.      | 5   | Devery Karz Kathleen Bertko         | Stany Zjednoczone | 7:29,96 |       |
| 5.      | 6   | Fini Sturm Marie-Louise Dräger      | Niemcy            | 7:32,73 |       |
| 6.      | 1   | Ayami Oishi Chiaki Tomita           | Japonia           | 7:42,87 |       |

Finał A
| Pozycja | Tor | Zawodnik                        | Reprezentacja     | Czas    | Uwagi |
| ------- | --- | ------------------------------- | ----------------- | ------- | ----- |
| złoto   | 4   | Maaike Head Ilse Paulis]        | Holandia          | 7:04,73 |       |
| srebro  | 2   | Lindsay Jennerich Patricia Obee | Kanada            | 7:05,88 |       |
| brąz    | 1   | Huang Wenyi Pan Feihong         | Chiny             | 7:06,49 |       |
| 4.      | 5   | Sophie MacKenzie Julia Edward   | Nowa Zelandia     | 7:10,61 |       |
| 5.      | 3   | Kirsten McCann Ursula Grobler   | Południowa Afryka | 7:11,26 |       |
| 6.      | 6   | Claire Lambe Sinéad Lynch       | Irlandia          | 7:13,09 |       |